# قبور الملكات في نمرود

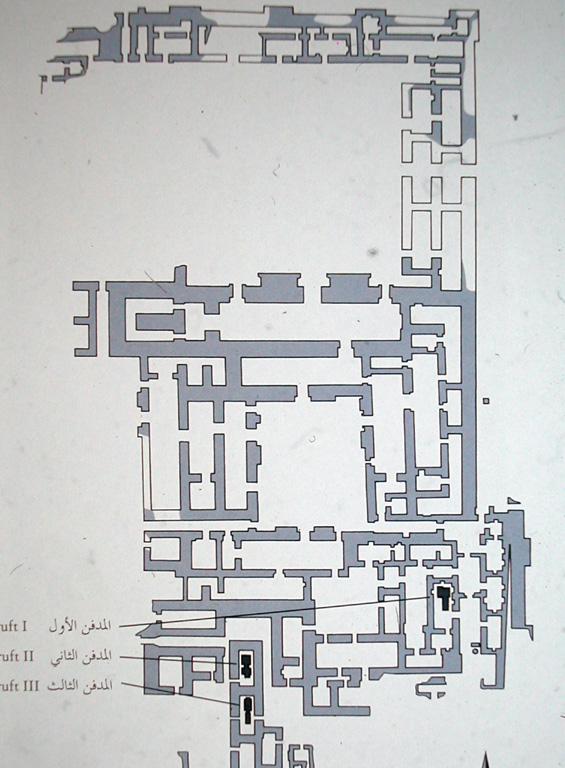
مُخطط بناء القصر الشمالي الغربي لـ«آشور ناصربال الثاني» في مدينة النمرود، مع تحديد موقع المقابر التي أكتشفتها بعثة التنقيب العراقية سنة 1988.

هي مجموعة من اربع مقابر تعود إلى ملكات الإمبِراطورية الآشورية الحَديثة، اكتشفها عالم الآثار العراقي «مزاحم محمود حسين» أثناء أعمال التنقيب التي أُجريت في القصر الشمالي الغربي في مدينة نمرود الآشورية عام 1988. أحتوت هذه المقابر على أروع كنوز المقابر الملكية، بما في ذلك عدد كبير من المُجوهرات الفاخرة والقُطع الذهبية.
كانت نمرود عاصمة للإمبراطورية الآشورية الحديثة، تقع على الضفة الشرقية لنهر دجلة، في ما يُعرف اليوم بشمال العراق. أصبحت نمرود العاصمة الثانية للإمبراطورية الآشورية خلال القرن التاسع قبل الميلاد، تحت حكم «آشور ناصربال الثاني». قام «آشور ناصربال الثاني» بتوسيع المدينة وبنى أحد أهم الإنجازات المعمارية في النمرود، القصر الشمالي الغربي. كان القصر هو الأول من بين العديد من القصور التي بناها الحكام الآشوريون الجُدد، وأصبح نموذجًا للقصور اللاحقة. أثناء التنقيب في القصر الشمالي الغربي في عام 1988، تم اكتشاف المقابر الملكية تحت الجناح الجنوبي للقصر. تم بناء جميع المقابر الأربعة التي تم اكتشافها داخل القصر خلال القرنين التاسع والثامن، وقد شيدت بشكل أساسي من الطوب اللبن والطوب المخبوز والحجر الجيري وهي مواد شائعة الاستخدام في عمارة بلاد الرافدين. توفر الهندسة المعمارية للمقابر بالإضافة إلى القصر الشمالي الغربي الذي توجد فيه نظرة تاريخية لتقنيات بناء الإمبراطورية الآشورية. تم بناء كل قبر قبل موت الملكة وبدأ البناء في وقت مُبكر من القرن التاسع تحت حكم «آشور ناصربال الثاني» واستمر في عهد «شلمنصر الثالث».

## الاكتشاف والتنقيب

### القصر الشمالي الغربي
بدأت الحفريات في نمرود خلال أربعينيات القرن التاسع عشر، عندما اكتشف المستكشف البريطاني «أوستن هنري لايارد» بقايا المدينة لأول مرة. خلال الأربعينيات والخمسينيات من القرن الماضي، قاد عالم الآثار البريطاني «ماكس مالوان» عمليات التنقيب في المدينة القديمة، برعاية المعهد البريطانية للآثار في العراق. من خلال أعمال التنقيب التي قام بها، ساهم «مالوان» بشكل كبير في رسم خرائط تضاريس المدينة القديمة. تضمنت أعمال التنقيب التي قام بها «مالوان» الجزء الجنوبي من القصر الشمالي الغربي حيث اكتشف في عام 1951 ما يسمى بـ«أرباع الحريم». أكتشفَ تابوتًا يعود إلى العصر الحديدي، أحتوى على امرأة. ومع ذلك، لم يبحث «مالوان» تحت الأرضيات المبنية من الطوب في القسم الجنوبي من القصر.

### اكتشاف مقابر الملكات
في أواخر الثمانينيات من القرن الماضي، بدأت دائرة الآثار العراقية في أعمال تنقيب داخل القصر الشمالي الغربي للملك «آشور ناصربال الثاني» في نمرود واكتشفت أربعة مقابر لنساء تعود إلى فترة الأمبراطورية الآشورية الحديثة. في نفس المنطقة التي أكتشف فيها «مالوان» مراسيم دفن، لاحظ عالم الآثار العراقي «مزاحم محمود حسين» وفريقه أجزاء من أرضية الطوب في القسم الجنوبي كانت معلقة بزوايا غريبة. تمت إزالة الأرضيات، مما أدى إلى اكتشاف القبر الأول، وهو الأول من إجمالي أربعة مقابر مختومة اكتشفها «مزاحم» داخل وأسفل القصر الشمالي الغربي. لم تضم المقابر جثث العديد من ملكات الإمبِراطورية الآشورية الحَديثة فقط، ولكنها احتوت أيضًا على قطع أثرية لا تقدر بثمن مثل المجوهرات والزخارف والخزف التي قدمت نظرة جديدة للثقافة والحرف الآشورية.

### العوائق
منذ الاكتشاف، كانت هُناك عقبات مُستمرة في تمييز وتسجيل وحفظ البيانات والمعلومات المُستخرجة من هذه المقابر، تُعزى بعض هذه الصعوبات إلى عمر الاكتشاف. تعرضت المدافن للتخريب والنهب في العصور القديمة، وبالتالي فُقد اللباس الأصلي وترتيب الجثث والمُمتلكات. على سبيل المثال، في القبر الثاني، وُضعت ملكة ثانية على رأس الملكة الأولى بعد حوالي 20-50 عامًا من الدفن، مما أدى إلى إزاحة المكانة الأصلية للملكة الأولى وممتلكاتها. كذلك، في القبر الثالث، تم العثور على التابوت الرئيسي فارغًا باستثناء جزء من العظم وخرزة واحدة، وتم العثور على ثلاثة توابيت أخرى بهياكل عظمية جُزئية في الرُدهة. يُشير الترتيب غير العادي للتوابيت وعدم وجود جسد أو ممتلكات في المقبرة الرئيسية إلى أن القبر نُهب وربما أعيد ترتيبها في العصور القديمة.
قام علماء الآثار باتنقيب عن القبر الأول والرابع بدقة. ولكن بسبب القضايا الأمنية، أجبروا على حفر القبر الثاني والثالث على عجل. على سبيل المثال، تُترك أحيانًا المعلومات المُتعلقة بالأبعاد، ونقاط البحث، والصور الفوتوغرافية، والأوصاف التفصيلية خارج السجل. بالإضافة إلى ذلك، هذه الأشياء موجودة الآن في مُستودع مجهول الموقع في العراق، لذلك من الصعب استعادة هذه المعلومات.بالإضافة إلى أعمال التنقيب المُتسرعة، واجه علماء الآثار أيضًا تخفيضات في الميزانية ونقص الإمدادات والتمويل غير الكافي بسبب اندلاع حرب الخليج الأولى في الثمانينيات والعقوبات اللاحقة.ا ستمرت هذه المحن مع حروب الخليج الثانية.
لم تنتهي صعوبات حفظ لآثار المُكتشفة في المقابر الملكية بأعمال التنقيب فقط، تم العثور على آثار هذه المقابر في قبو داخل البنك المركزي في بغداد. للأسف، تم قصف البنك مرتين بينما كانت الآثار في رعايته. تم قصفه أولاً في بداية عام 1991 ومرة أخرى أثناء غزو العراق في عام 2003. نجا القبو بأعجوبة من كلا التفجيرين، لكن الفيضانات التي سببها القصف الثاني ألحقت أضرارًا لا يُمكن إصلاحها بالعديد من الآثار. بالإضافة إلى ذلك، تم نهب القطع الذهبية والجواهر المُكتشفة في هذه المقابر الملكية، والتي تم حفظها في المتحف العراقي ومتحف الموصل، خلال الحرب ولا يزال مكان العديد منها غير معروف.
من 10 إلى 12 أبريل 2003، تم نهب مجلس الدولة للآثار والتراث، الذي يقع في نفس المجمع الذي يدير المتحف العراقي. كان هذا الحادث بمثابة تدمير خطير للذاكرة المؤسسية والثقافية، بالإضافة إلى الخسارة التي لا يمكن تصورها للعديد من الاكتشافات الأثرية. دمر اللصوص المعدات والآثار قبل حرق السجلات، أثناء محاولة إشعال النار في المبنى. في أعقاب أعمال النهب، مولت برامج مثل «الوقف الوطني للعلوم الإنسانية» إعادة بناء الآثار والمخطوطات المُدمرة. أدى أحد المشاريع التي مولوها إلى إعادة نشر المخطوطة الأصلية على مقابر الملكة التي كتبها عالم الآثار العراقي «مزاحم محمود حسين». تمت طباعة التقرير الأصلي بتنسيق غير ملائم بسبب نقص الوصول إلى موارد الطباعة بسبب العقوبات في عام 2000. سمحت إعادة الطبع بإضافة معلومات جديدة وتصحيحات سابقة بالإضافة إلى مزيد من التفاصيل والرسومات.
لا يزال النهب وتجارة السوق السوداء في العصر الحديث يُشكلان تهديدًا خطيرًا للحفاظ على الموقع ومقتنياته. في عام 2010، سحبت دار المزادات كريستيز في مدينة نيويورك، زوجًا من الأقراط التي كانت معروضة للبيع عندما تم اكتشاف أنها جزء من الآثار المُكتشفة في مقابر نمرود الملكية.

### الاستقبال
حظي اكتشاف المقابر في البداية بتغطية كبيرة، بما في ذلك صفحة كاملة في مجلة تايم، لكن الاهتمام انجرف مع حروب الخليج إلى الأفق. بالإضافة إلى ذلك، كانت التقارير الأصلية إلى حد كبير باللغة العربية والمحلية للعراق، مما حد من وصول الغرب إليها بسبب الحظر الدولي. وهكذا، حظيت مقابر الملكات باهتمام أكاديمي محدود.
تعتبر مقابر نمرود «واحدة من أهم الاكتشافات الأثرية في النصف الثاني من القرن العشرين»، لكن فوضى الحرب وحاجز اللغة أدى في كثير من الأحيان إلى التغاضي عن هذا الأكتشاف والتقليل من شأنها في الغرب.

## المقابر

### ملخص
تم بناء المقابر تحت الجناح السكني للقصر الشمالي الغربي من قبل «آشور ناصربال الثاني» وأبنه «شلمنصر الثالث» قبل وفاة الملكات. اعتبارًا من يناير 2018، كانت المقابر هي المدفن الملكي الآشوري الجديد الوحيد الذي تم اكتشافه مع ملابس الدفن والكنوز،ل ذلك كان الاكتشاف حاسمًا لفهم إجراءات الدفن الملكي الآشوري. تم العثور بالمثل على مقابر مُقببة ومواقع دفن لكل من أفراد العائلة المالكة والعامة أسفل مساكن في آشور وتل بارسيب ومواقع أخرى في نمرود. كما عرضت هذه المواقع الأخرى ممارسة تزويد الموتى بالمقتنيات والزينة التي تعكس الثروة والمكانة.
كانت المقابر نفسها مبنية بشكل أساسي من أنواع مختلفة من الطوب، بما في ذلك طوب اللبن والطوب المخبوز. كانت القبور مُقببة، والأقبية نفسها مصنوعة من الآجر. تم إغلاق القبور بألواح رخامية.
إن اكتشاف مقابر الملكة والتنقيب عنها يُعطي رؤية فريدة وقيمة لطقوس الدفن لملوك الإمبراطورية الآشورية الحديثة الجدد وكذلك الحياة المنزلية، والبنية الاجتماعية، والصحة البدنية، والحياة اليومية.
كانت المقابر الأربعة مليئة بالأشياء الشخصية، وكثير منها مصنوع من مواد ثمينة ويأتي من مناطق أجنبية أبعد إلى الغرب. ربما تم الحصول على مثل هذه الأشياء الغريبة أو إحضارها من قبل الملكات باعتبارها «جزءًا من ثروة الزفاف.» تُظهر هذه القطع الأثرية القادمة من أماكن بعيدة مدى قوة الإمبراطورية وأهمية الزيجات الملكية الإستراتيجية.
التفاصيل المُتعلقة بأي من الملكات التي تم دفنهن، غير واضحة إلى حد ما. أدت المعلومات المحدودة حول هذا الموضوع إلى العديد من الادعاءات المُتناقضة. ومع ذلك، هناك بعض الأدلة التي تُشير إلى أسماء بعض النساء والجثث التي من المُحتمل أن تُنسب إليها. بالإضافة إلى ذلك، يضيف الموقع ونقوشه نساء من الأسرة الحاكمة، تم استبعادهن سابقًا من السجل التاريخي.
تم التعرف على النساء المدفونات في المقابر، وعلى الأرجح هُن:
- «موليسو مو كانيشات نينوا»، زوجة «آشور ناصربال الثاني» (حكم من 883-859 ق.م)، التي يقع قبرها في الغرفة 57

- «يابا»، زوجة «تغلث فلاسر الثالث» (حكم 744-727 ق.م)

- «بانيتو»، زوجة «شلمنصر الخامس» (حكم من 726-722 ق.م)

- «أتاليا»، زوجة «سرجون الثاني» (حكم من 721-705 ق.م)

- «حماة»، زوجة «شلمنصر الرابع» (حكم من 782 إلى 773 ق.م)، تم العثور على ختمها الذهبي في القبر الثالث.[7]

من المهم أن نلاحظ أن المقابر التي عُثر عليها في نمرود يُشار إليها عمومًا باسم «مقابر الملكات»، ولكن من المُحتمل أن هؤلاء النساء الملكيات الآشوريات لم يُنظر إليهن على أنهن ملكات وفقًا لتعريفها الحديث.  الكلمة الأكادية للملك هي šarru، ومن ثم فإن كلمة ملكة ستكون šarratu. ومع ذلك، كانت šarratu مُخصصة للآلهة فقط، حيث لم تكن الملكات الآشورية مُتساوين في الحكم مع أزواجهن. وبدلاً من ذلك، تمت الإشارة إلى النساء الملكيات الآشوريات، وعادة زوجات الملوك، باسم sēgallu، أو «امرأة القصر». هذا التمييز هو سبب دفنهم تحت أرضيات bētānu في قصرهم وليس بجوار الملوك في آشور، فقد حكموا أرجاء القصر أثناء حياتهم وفي الموت. وبينما اختلف هذا الدور عن دور الملوك، إلا أنه كان مُهمًا للغاية في البلاط.

### المقبرة الأولى
قام «ماكس مالوان» بتسمية الغرف الموجودة في القصر الشمال الغربي بأحرف، وتم العثور على القبر الأول بالبحث تحت أرضية الغرفة المُسمات «إم إم». تم الكشف أولاً عن قبو مبني من الطوب المحروق. كان داخل القبو نقش مسماري مكتوب على جدار من الطوب. كُتب على النقش «قصر آشورناصربال ملك العالم، ملك أرض آشور. ابن توكولتي نينورتا [الثاني] ملك العالم، ملك أرض عاشور. ابن أداد نيراري [الثاني] ملك العالم، ملك أرض عاشور». يُشير أسم «آشورناصربال» بالتأكيد إلى الملك «آشور ناصربال الثاني»، الذي بنى القصر، ومن المُمكن أن يكون هذه الآجر قد أعيد استخدامه من بناء سابق. يُشير نقش «آشور ناصربال الثاني» إلى أن إحدى الملكات المدفونة بالداخل قد تكون إحدى زوجاته، ولكن من المُمكن أيضًا أن تكون هذه النقوش قد أعيد استخدامها من بناء سابق.
كانت المرأة الموجودة داخل الناووس الحجري في أوائل الخمسينيات من عمرها وقت وفاتها، ومن المُحتمل أنها من العائلة الملكي، ربما من رتبة أدنى، أو ملكة سابقة عاشت أكثر من زوجها ولم تعد تقوم بمسؤوليات sēgallu «امرأة القصر» في وقت وفاتها. هذه النظرية مدعومة بالجواهر والحلي التي دُفنت معها، والتي كانت وفيرة ولكنها باهتة مقارنة ببعض المقابر الأخرى. كان التابوت مصنوعًا من الطين وله غطاء خزفي. تم استخدام طوب اللبن والطوب المشوي والرخام لإغلاق مدخل القبر. مُعظم المكتشفات الآثرية الخاصة بها كانت داخل التابوت.

### المقبرة الثانية

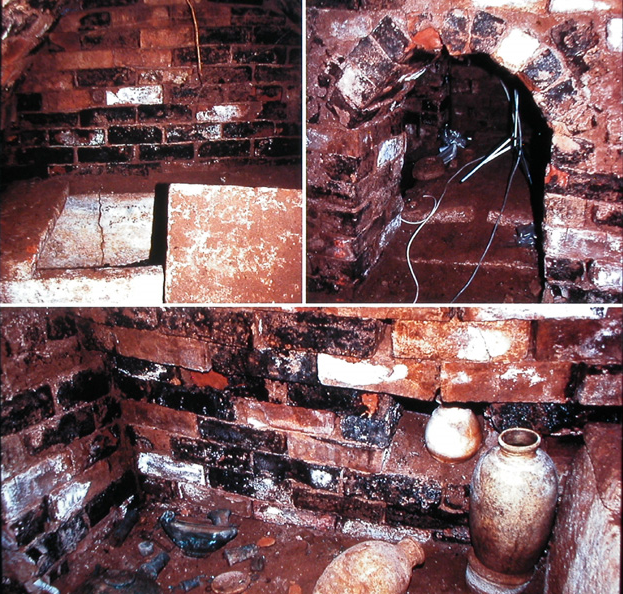
صور من داخل المقبرة الثانية.

بدأت هذه الحفريات في عام 1989، وكان ذلك عندما تم تحويل نظام تحديد القطع الآثرية بالأرقام بدلًا من الحروف. عثر عالم الآثار العراقي «مزاحم محمود حسين» على حجرة مُقببة أخرى، هي القبر الثاني، بالقرب من الغرف 44، 49، 51، 59. هذه الغرفة أيضًا كانت مصنوعة من الطوب والحجر، بينما كانت الأرضية مصنوعة من ألواح رخامة، وأغلقت بواسطة لوحين حجريين. التي كانت من المحتمل أن تكون قد ثُبتت معًا بواسطة قضيب حديدي.
تم العثور على تابوت منحوت على شكل حوض استحمام مصنوع من الكالسيت في الطرف الشمالي من حجرة الدفن. كان يحتوي على رفات امرأتين، كلاهما في أوائل الثلاثينيات من العمر، وضعت فوق بعضها البعض وتوفيت على بعد جيل تقريبًا من بعضهما البعض. كان الجسد العلوي مرتبطا بمقتنيات تم التعرف عليها بأنها تعود لـ«أتاليا»، «ملكة سرجون». يبدو أن قرصًا ووعائين من الذهب يحددان الجسد الآخر على أنه «ملكة تغلث فلاسر»، لكن وعاءًا ذهبيًا آخر ووعاء مستحضرات تجميل نقش عليهما «بانيتو، ملكة شلمنصر». هناك عدة تفسيرات مُحتملة للاسمين. كُتبت النقوش باللغة الأكادية، و ”Banītu هي ترجمة أكادية لـ Yabâ، لذلك كان من الممكن أن يكونوا شخصًا واحدًا. يمكن أن تُشير الأسماء السامية الغربية أيضًا إلى الولادة الأجنبية، وبالتالي الزواج الدولي، الذي كان شائعًا خلال عهد الآشوريين الجُدد، أو يمكن أن يكون جزءًا من اتجاه تسمية شائع. يمكن للجذور غير الآشورية للملكة أن تفسر العديد من الأشياء الغريبة الموجودة في القبر قد تكون سلعًا لمهرًا أو قد تم الحصول عليها كهدايا.

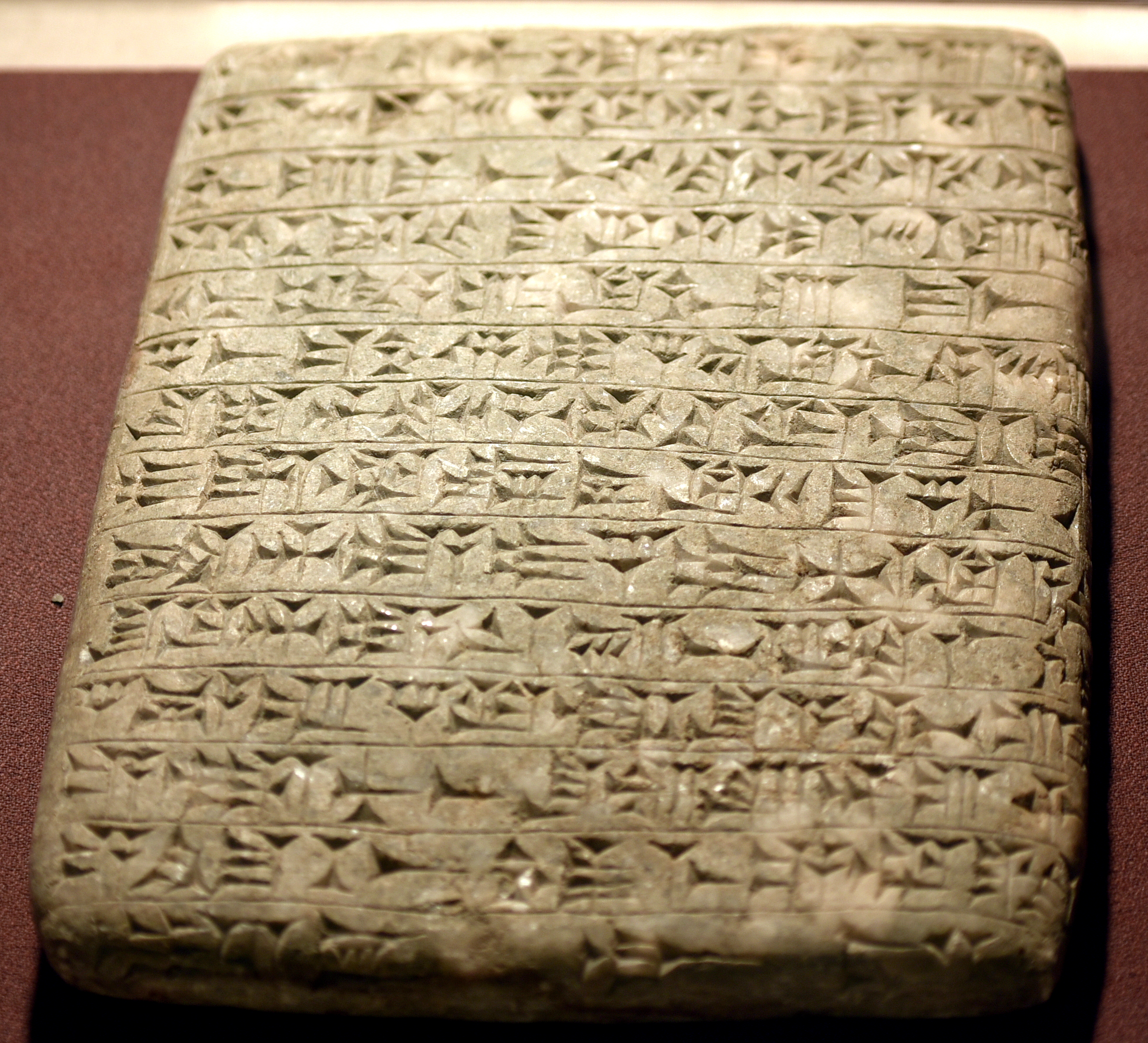
لوح الملكة «يابا»، المتحف العراقي، بغداد.

كذلك تم العثور على لوح حجري في الجدار الأيمن للممر المؤدي إلى حجرة الدفن بالمقبرة الثانية. الكتابة المسمارية على هذا اللوح هي شكل من أشكال النص الجنائزي يعود إلى الملكة «يابا»، زوجة «تغلث فلاسر الثالث». معروض الآن في المتحف العراقي، يقول:
«باسم شمش وإريشكيجال والأنوناكي، آلهة الأرض العظيمة، فاق مصيرها الفاني يابا، الملكة، بالموت، وذهبت إلى طريق أسلافها. أيا كان، في المستقبل، سواء كانت ملكة تجلس على العرش أو سيدة القصر، تخرجني من قبري، أو تضع أي شخص آخر معي، وتضع يدها على مجوهراتي بقصد شرير أو تكسر ختم ذلك القبر أعلاه، تحت أشعة الشمس، دع روحه تتجول في الخارج في عطش، أدناه في العالم السفلي، عندما يتم إراقة الماء، يجب ألا يتلقى من الأنوناكي كدفن يُقدم أي بيرة أو نبيذ أو وجبة له. دع نينجيشزيدا وحارس الباب العظيم نتي، الآلهة العظيمة للعالم السفلي، يُصيب وروحه بقلق أبدي».

### المقبرة الثالثة

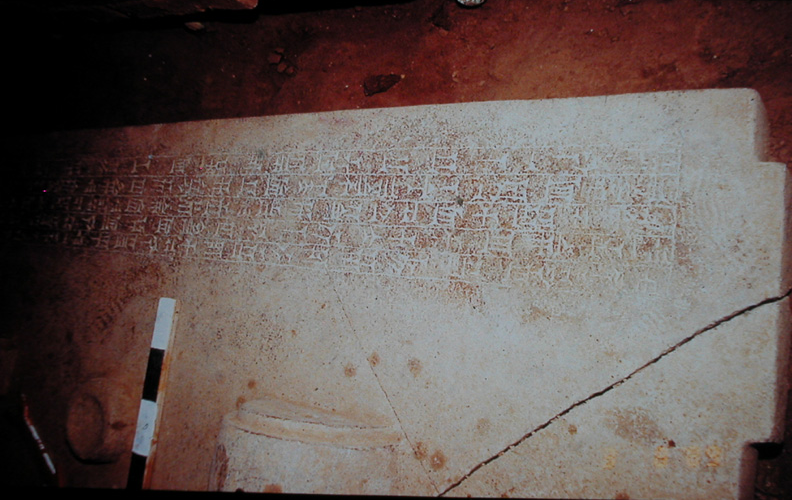
غطاء أحد نواويس المقبرة الثالثة.

عثر «مزاحم محمود حسين» وفريقه أسفل أرضية الغرفة 57 على لوح من الحجر الجيري يغطي قبوًا ثالثًا مصنوعًا أيضًا من الآجر. كما تم نقش الآجر الموجود في هذا القبر ليس فقط بعلامة «آشور ناصربال الثاني»، ولكن أيضًا «شلمنصر الثالث»، الذي ربما يكون قد أنهى بناء القبر. كان القبر يحتوي على تابوت في الغرفة الرئيسية مصنوع من المرمر، لكنه كان فارغًا باستثناء شظية عظمي وخرزة واحدة. حدد نقش على الغطاء الغرفة على أنها تخص «موليسو-موكانيشات-نينوا»، ملكة «آشورناصربال الثاني». تم العثور على ثلاثة توابيت برونزية أخرى (توابيت 1-3) في الردهة مع هياكل عظمية جزئية مُختلفة تعود لـ 12 شخصًا أو أكثر، والتي ربما كانت ثانوية بالنسبة للدفن الرئيسي في تابوت من المرمر. ربما تم إعادة استخدام هذه التوابيت البرونزية في أحواض الاستحمام، وكان من الممكن استخدامها في هذه المدافن بسبب سلسلة من الوفيات غير المتوقعة أو حالات الطوارئ. كان التابوت الأول يحتوي على هياكل عظمية لامرأة ملكية مجهولة الهوية، و 3 أطفال، ورضيع، وجنين؛ وكان يحتوي على كمية هائلة من الذهب والمجوهرات. حددت الختم الذهبي التابوت الثاني بـ«حماة» ملكة «شلمنصر الرابع». قلادة بختم ذهبي تُشير إلى أنها دفنت معها وربما تم وضعها في البداية حول رقبتها. توفيت الملكة «حماة» بين سن 18 و 20، وبالتالي لم يدم حكمها كـ sēgallu «امرأة القصر» طويلًا.
قد يُفسر هذا دفنها في أحد التوابيت البرونزية بدلاً من قبر خاص بها، حيث من المُحتمل أن تكون وفاتها مُفاجئة، ولم يترك وقتًا لبناء قبر جديد. كان جسد حماة يرتدي تاجًا ذهبيًا، وهو أحد أشهر الاكتشافات من أعمال التنقيب في مقابر الملكات في نمرود. كان التابوت الثالث يحمل رفات 5 بالغين، ذكرين وأنثيين مُحتملتين وذكر أخر على الأرجح.
يُمكن تفسير المواضع غير المُعتادة للتوابيت بطرق مختلفة، بما في ذلك، قيام شخص ما بنقل الجثة في التابوت الرئيسي إلى تلك الموجودة في الردهة في فترة ما في العصور القديمة، أو النهب، أو غيرها من الظروف المُخففة. كانت النعوش الثلاثة في الغرفة الخارجية موضوعة على الأبواب، كان لهذا الوضع أن يمنع اللصوص، الذين سرقوا التابوت الرئيسي، من فعل الشيء نفسه في الردهة.

### المقبرة الرابعة
كان الممر بين الغرفة 72 والغرفة 71 يحتوي على بلاطة من الطوب الحراري، وتحتها كان مدخل القبر الرابع. كان المدخل مقوسًا ومغلقًا بالطوب. في القبر الرابع، وجد علماء الآثار ناووسًا حجريًا مُستطيلًا، مُغطى في الأصل بأربعة ألواح من الطين. لم يتبق سوى عدد قليل من المُقتنيات وزوج من الأسنان من المتوفى المجهول. نهب القبر في العصور القديمة، ولم يبق منه إلا القليل.

## السمات المعمارية

### القصر الشمالي الغربي
حوالي عام 888 ق.م، بدأ الملك الآشوري «آشور ناصربال الثاني» في بناء ما يُعتبر على نطاق واسع أهم إنجاز معماري في عهده الذي دام 24 عامًا، القصر الشمالي الغربي في نمرود. ثم أصبح المبنى القصر الرئيسي للإمبراطورية الآشورية، ليحل محل القصر الملكي في آشور. في حين أنه كان يستخدم بشكل أساسي للأغراض الإدارية والبروتوكول الملكي العام، إلا أن الجُزء التاريخية المُهم للقصر ينبع في المقام الأول من قسمه الجنوبي، حيث يقع الجناح الملكي وجناح الحريم. كان القسم الجنوبي من القصر الشمالي الغربي مسكنًا للنساء الملكيات في نمرود، وزوجات وأتراب الملوك الآشوريين. بالنظر إلى هذا، فإن تخصيص القسم الجنوبي كمكان للدفن لمثل هؤلاء النساء الملكيات هو أمر مناسب.
تعتبر الجمالية المعمارية الشاملة للقصر الشمالي الغربي ذات طبيعة فنية عالية للغاية. هناك أدلة كثيرة تُشير إلى أن قصور نمرود كانت مزينة بنقوش جدارية معقدة، ورخام الموصل الأزرق، ولوحات، وآجر مزجج، وأشرطة من العاج، والبرونز. احتوى قصر الشمال الغربي على العديد من الشقق الحكومية، بالإضافة إلى ساحات وأجنحة فسيحة وغرفة عرش. كانت الغرف الكبيرة التي يُعتقد أنها أجنحة ملكية للملك، وكانت الغرف مرتبطة ببعضها البعض بواسطة ممرات طويلة، لذلك من المرجح أن هذه الميزات أعطت القصر شعورًا بالانفتاح والرحابة.

### التقنيات الهيكلية
تم بناء القصر الشمالي الغربي والمقابر الأربعة جزئياً بطوب اللبن، وهي تقنية صناعة الطوب شائعة في عمارة بلاد الرافدين. أكثر مواد البناء شيوعًا في الشرق الأدنى، وهي مصنوعة من الطين والقش والماء، والتي يتم مزجها في خليط وتشكيلها وتجفيفها في الشمس لمدة تصل إلى أسبوعين. يتم استخدام هذا المزيج نفسه وهو مبلل كعامل ربط بين الطوب.
كان بناء القبو أسلوبًا معماريًا شائعًا جدًا في عمارة بلاد الرافدين يستخدم لبناء سقف قوي فوق غرفة ، واستخدمت الأقبية لبناء جميع مقابر الملكات الأربع في القصر الشمالي الغربي. من الشائع أن القبو نشأ في اليونان القديمة وروما ، لكن المصريين وبلاد ما بين النهرين بحيث كانوا يستخدمون أقبية من الطوب اللبن قبل أوروبا. من المحتمل أن تكون الخزائن المستخدمة في مقابر الملكات مصممة لحماية التابوت الحجري من الماء والأضرار الهيكلية.

## مُحتويات القبور

### ملخص
كان اكتشاف المجوهرات وغيرها من الأشياء المزخرفة من أكثر الجوانب شهرة في أعمال تنقيب القبور الملكية. تضمنت المكتشفات مئات الأقراط والحلي والأواني. بالإضافة إلى الملابس وأغطية الرأس والتماثيل المثيرة والخرز والتمائم والمرايا وزخارف الشعر والمعلقات والطوابع والدبابيس والأختام والأساور والذراع والخلاخيل وحلي الملابس وغيرها. العديد من القطع كانت من الذهب، أما القطع الأخرى فكانت مصنوعة من الفضة والنحاس والبرونز والحجر والخشب والعاج والسيراميك والكريستال.
بقيت بعض المجوهرات والملابس في المواضع التي كان من المفترض أن ترتديها الملكات وقت الدفن. قام العلماء بتحليل مواد وحرفية وتصميم وترتيب وأصول هذه الأشياء من أجل الحصول على المزيد من المعرفة المتعلقة بالثقافة الآشورية والعلاقات والبنية الاجتماعية وأساليب الحياة.
ساعدت المجوهرات العلماء في معرفة طبيعة ملابس دفن الملكات الآشوريات. وفقًا للنتائج التي تم العثور عليها في مقابر الملكة، فإن مجموعة الدفن الملكة «تضمنت غطاء للرأس. زوج من الأقراط؛ طوق أو عزم أو قلادة واحدة على الأقل؛ خرز؛ زوج واحد أو أكثر من الأساور؛ مجموعات تصل إلى 10 حلقات أصابع مطابقة؛ زوج من الخلخال. دبوس واحد أو أكثر؛ الأختام مع سلاسل المرفقات؛ وثوب مزخرف.». تم دفن كل ملكة بإكليل، لذلك من المُحتمل أن هذا الشيء كان علامة للملكة وحدد كل امرأة على هذا النحو. تعني الأحجام المختلفة للأشياء أنها صُنعت لتناسب أشخاصًا محددين.
بالنسبة للآشوريين الجُدد، كانت المقابر بوابات للحياة الآخرة. وهكذا، بينما يرقد الجسد في القبر، تنتقل روحه عبر العالم السفلي وتواجه حراس البوابة على سبع عتبات قبل أن تقف أمام هيئة من القضاة. في أسطورة نزول عشتار، تمنحها الإلهة المجوهرات والزينة لإرضاء الحراس والقضاة. لذلك، يُعتقد أنه كان من المُمكن إضافة كميات كبيرة من المجوهرات وأشياء الزينة الأخرى المدفونة مع كل ملكة لدفع رسوم كل ملكة وإرضاء آلهة الحياة الآخرة. على سبيل المثال، تم العثور على أكثر من 300 قرطًا في القبر الثاني والثالث. بالإضافة إلى ذلك، فإن عناصر الزينة هذه والمكانة العالية المرتبطة بها ستضمن أن الفرد المُتوفى يمكن أن يحتفظ بنفس المكانة في العالم السفلي. كما يتضح من توثيق مخاوف سرقة القبور، كان يُعتقد أنه عند إزالة الأشياء من المقابر، فقد المكانة الاجتماعية وامتياز الفرد المدفون في الحياة الآخرة. وقد انعكس هذا في أسطورة عشتار، فعندما أجبرت على التخلي عن زينتها، فقدت قوتها وهويتها كملكة.

### المقبرة الأولى
احتوت المقبرة الأولى على عدد ملحوظ من الطوابع، ومع ذلك، لم تحتوي على تاج أو خلخال. قد يكون هذا دليلًا على أسلوب دفن لشخص أقل رتبة أو أقدم (القرن التاسع قبل الميلاد) أو لعملية نهب.
المُحتويات: (جميع عناوين المُحتويات مأخوذة مباشرة من قائمة عالم الآثار العراقي «مزاحم محمود حسين»)
- أختام

- سلسلة

- مشبك

- خواتم وسوار

- أقراط

- خرز

- تمائم / معلقات

- تماثيل

- أواني فُخارية وزجاجات صغيرة أخرى

### المقبرة الثانية
كانت المقبرة الثاني هي الأكثر سلامة من بين المقابر الأخرى وأحتوت على ثروة كبيرة من القطع الذهبية والمجوهرات، وهذا يسمح بالحصول على معلومات كاملة عن المدافن الملكية الآشورية.
المُحتويات:
- تاج ذهبي

- ديادم من الإكليل

- أوعية ذهبية

- أحد عشر قنينة ذهبية صغيرة

- قنينة من الكريستال الصخري

- مرايا

- أقراط

- أطواق وقلادات

- حلى شعر

- معلقات

- سلاسل ذهبية

- أساور / شريط ذراع

- خواتم

- خلخال

- حلى الملابس

- قطع ذهبية أخرى

- قطع فضية

- قطع نحاسية / برونزية

- قطع حجرية

- قطع من العاج والعظام والخشب

- قطع من السيراميك

### المقبرة الثالثة
تعرضت هذه المقبرة للسرقة بشكل كبير حتى بقيت شظية عظمي واحدة وبقي عدد قليل من الخرزات. احتوى التابوت الاول على كمية كبيرة من المجوهرات الذهبية في الغالب. احتوى التابوت البرونزي الثاني على بعض من أكثر الاكتشافات شهرة في المقابر الملكية. كانت الأنثى الصغيرة في القبر ترتدي تاجًا كبيرًا يشبه القبعة مزينًا بنقوش رُمان ومخلوقات مجنحة. تم التعرف عليها من خلال ختم لتكون الملكة «حماة»، زوجة «شلمنصر الرابع».
المُحتويات:
- النعش الاول

- أقراط

- أساور / خلخال

- خواتم

- قطع حجرية متنوعة

- النعش الثاني

- وعاء من الذهب

- مجوهرات

- أقراط

- مشاعل وقلائد

- شظية ذهبية

- الأساور / الخلخال

- خواتم

- حلى الملابس

- قطع من الحجر والفخار والخشب

- النعش الثالث

- أقراط / خواتم

- معلقات وقلائد / خرز

- مشبك

- إسورة

- قطع نحاسية / برونزية

- قطع حجرية

- زجاج / خزف

- عاج وخشب وأشياء صدفية

- فخار

### الملكة حماه
بسبب قلادة الختم الذهبي، والتي من المُرجح أنها كانت ترتديها حول عنقها والتاج الشهير فوق رأسها، حددها العلماء بالملكة «حماة»، زوجة «شلمنصر الرابع»، زوجة ابن آداد نيراري الثالث باعتبارها الوحيدة التي دُفنت في المقبرة الثالث، النعش الثاني. ومما يزيد من توثيق ذلك، المجوهرات والحلي الذهبية التي تليق بملكة قد دفنت معها، والتي كانت تشبه المدافن الملكية الأخرى في المقبرة الأولى والثانية. كانت «حماة» صغيرة وقت وفاتها، وبالتالي ربما كان هناك القليل من الوقت للتحضير لعملية الدفن المٌفاجئة، وربما تفسر الموقع غير المُعتاد لدفنها.

#### التاج

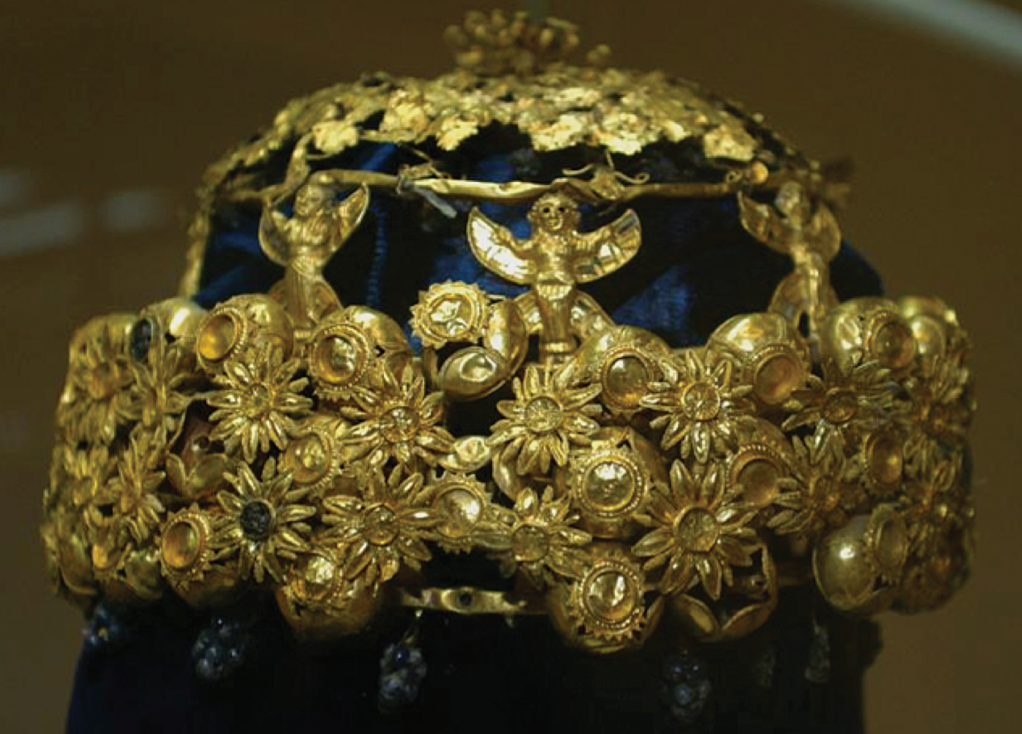
تاج الملكة «حماة»

أصبح تاج «حماة» رمزا مميزا للمقابر الملكية في نمرود. هذا الشكل والتركيب الشبيه بقلنسوة التاج الذهبي واللازورد ليس لهما توازيات تاريخية معروفة، وهو يختلف بشكل مميز عن التيجان الملكية التي تظهر في المقابر الأخرى. يُشير قطره العريض، 24 سم، إلى أمكانية ارتدائهُ فوق إكليل مع تسريحة شعر مُتقنة. بسبب الأيقونات الموجودة على التاج - أوراق الذهب، والزهور، والعنب، والمخلوقات المجنحة- حدد العلماء أصل «حماة» في غرب سوريا أو قيليقية الشرقية. ومع ذلك، وضع العلماء نظرية مفادها أن صور التاج تشبه إلى حد بعيد الأيقونات الخاصة بفستان وزينة ملكة آشورية جديدة، مما يشير إلى أن التاج نشأ في آشور.

#### الختم

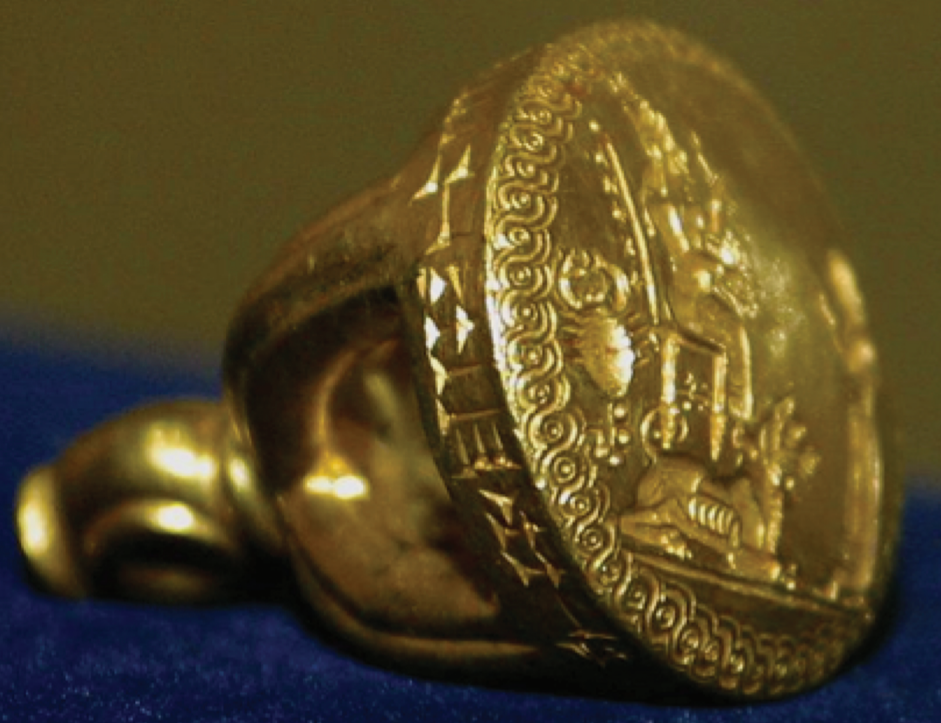
ختم الملكة «حماة»

الختم الذي ميز الملكة «حماة» حمل النص المسماري: «من حَماة ملكة شلمنصر، ملك آشور، زوجة ابن آداد نيراري». الإلهة التي تجلس على العرش بجانب حيوان وأمام عقرب. تم تفسير الحيوان في الأصل على أنه كلب، ثم تمت إعادة تفسيره على أنه أسد. هذا التغيير سيعيد تعريف الإلهة ليس كما كان يعتقد سابقًا بانة الآله غولا، ولكن باعتبارها إلهة آشورية جديدة بارزة تزوجت من الإله آشور، هي الآله موليسو. كما تم العثور على ثلاثة أختام أخرى وأختام اسطوانية مع الملكة «حماة».

### القبر الرابع
كذلك تعرضت هذه المقبرة للسرقة على نطاق واسع، ولم يتبق منه سوى عدد قليل من قطع الملابس والمجوهرات. لهذا السبب، لا يُمكن استخدام المقبرة لتحديد مُمارسات الدفن الآشورية بصورة مُباشرة. ومع ذلك، فإن العناصر الباقية عكست نفس مُمارسات المقابر الملكية الأخرى.
المُحتويات:
- أوعية فضية

- أختام طوابع
- مجوهرات
- مرآة
- قطع من السيراميك
- غزل ونسيج

## تدمير المقابر
في 11 أبريل / نيسان 2015، أصدر تنظيم داعش مقطع فيديو مصورًا لهدم المواقع الأثرية في نمرود والتي يعودُ بعضها للقرن الثالث عشر قبل الميلاد. دمر داعش حينها قصرَ «آشور ناصربال الثاني»، ونشر في وقتٍ لاحق فيديو يصور بقايا القصر بعد تدميره. تكشف تحليلات الفيديو أن الدمار حدث على مدار عدة مراحل مُختلفة. تظهر الصور كومة من الجدارايات الآشورية المُدمرة ربما كانت موجودة في وقت مبكر من 7 مارس 2015. لم يحدث تفجير القصر الشمالي الغربي إلا بعد 1 أبريل 2015. تؤكد صور الأقمار الصناعية تدمير هذا القصر القديم وتسويته. وصفت اليونسكو تدمير نمرود بأنه «جريمة حرب»، إن الضرر والتدمير للتاريخ هو محو متعمد للتراث الثقافي العراقي.
مُنذ التدمير الكارثي لنمرود في عام 2015، لم يتم تأكيد بقاء وسلامة مقابر الملكات التي تم التنقيب عنها.